# Balș
Balş é uma cidade da Roménia com 23.147 habitantes, localizada no judeţ (distrito) de Olt.